# Ciriaco De Mita
Ciriaco Luigi De Mita (Nusco, 2 de febrero de 1928-Avellino, 26 de mayo de 2022) fue un político italiano, ocupó el cargo de presidente del Consejo de Ministros de Italia entre 1988 y 1989.

## Biografía
Nació en Nusco, en el interior de la Provincia de Avellino. Siendo joven, entró en el partido demócrata cristiano y comenzó a participar en política. Fue ascendiendo peldaños en su partido y llegó a ser miembro de su concejo en 1956, miembro del Parlamento en 1963 e integrante del gabinete italiano en 1973. Durante la siguiente década ocupó el cargo de ministro de industrias y luego el ministerio de comercio exterior.
En 1982 llegó a la presidencia de su partido, en el momento en que el poder del mismo entraba en decadencia. Fue reelecto en 1986 con el apoyo del 60 % de su partido. Los demócratas cristianos tuvieron un buen desempeño en las elecciones de 1987. De Mita esperó un año para ser primer ministro, y ocupó el puesto durante el año manteniéndose como presidente de su partido. Al comienzo de ese mandato, el 16 de abril de 1988, fue asesinado el senador italiano Roberto Ruffilli, que era consejero de De Mita.
Regresó al parlamento en 1996, luego de una exlusión de dos años y fue reelecto en 2001 y 2006. Se afilió al Partido Popular Italiano y más tarde a La Margarita, partido del que fue secretario regional de Campaña. 
Fue electo alcalde de Nusco en 2014 y en 2019.